# 泰州市人民医院

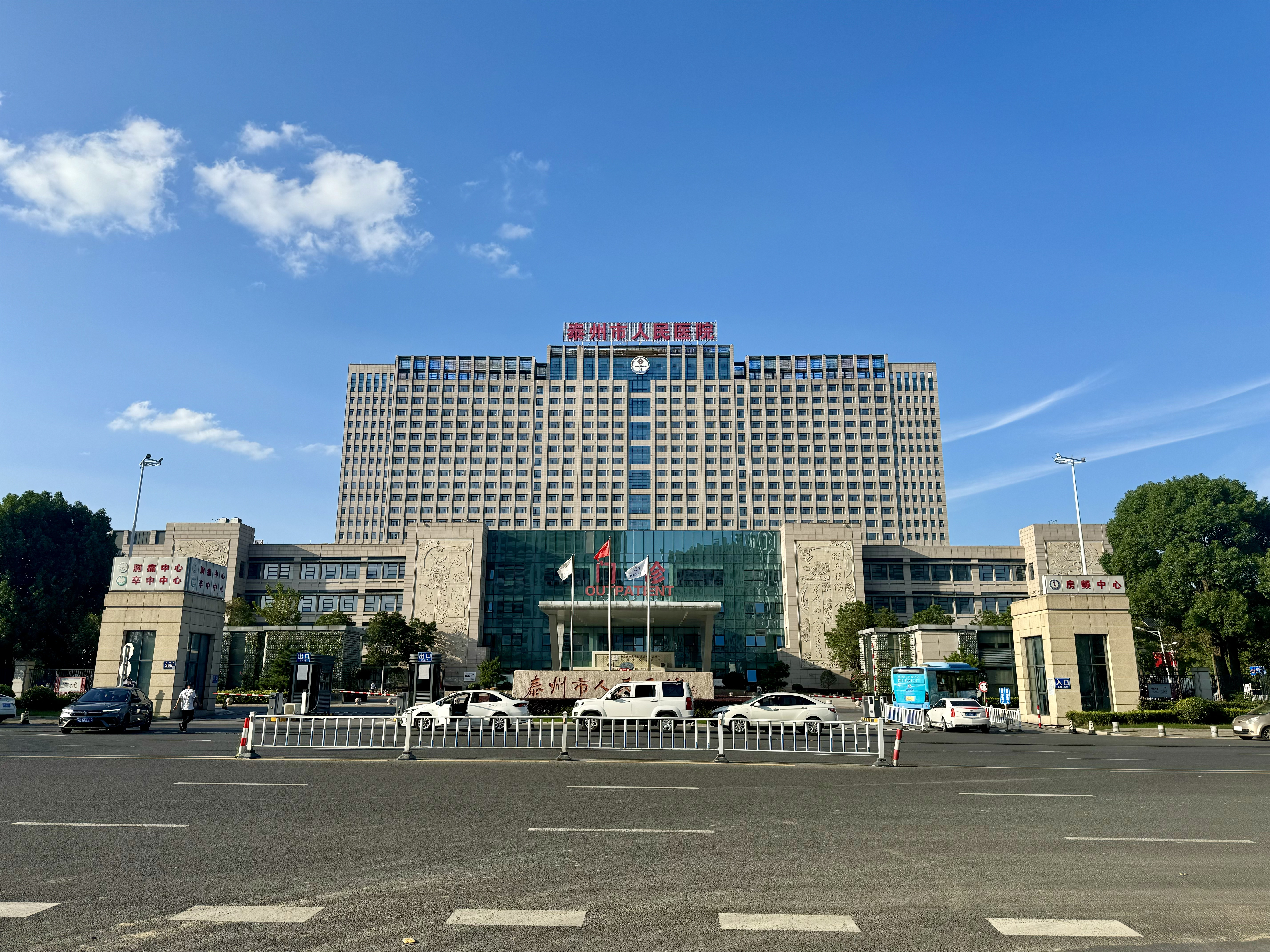
泰州市人民医院新院区

泰州市人民医院，是中国江苏省泰州市的一所综合医院，为三级甲等医院，位于泰州市迎春路210号。1917年由美南長老會傳教士何伯葵（Thomas Harnsberger）所建。

## 规模
泰州市人民医院总床位460张，日门诊量1040人次。